# ミケット・ジローディ
ミケット・ジローディ（Miquette Giraudy、1953年2月9日 - ）は、フランスのキーボード奏者にしてボーカリストであり、ゴングでの仕事とパートナーのスティーヴ・ヒレッジで最もよく知られている。彼女とヒレッジはアンビエント・バンドのシステム7において中核を成している。彼女は異なる芸名を使用して女優、映画編集者、作家としてそれぞれの役割でも活動している。

## 略歴

### 生い立ち
ミケット・ジローディは、1953年2月9日にフランスのニースで生まれた。

### 映画
1960年代後半にジローディは、モニーク・ジローディという名義で、フランスの映画製作者ジャッキー・レイナルの助手となった。1969年のバーベット・シュローダーの映画『モア』にて、脚本とアシスタント編集としてクレジットされている。カメラの前に立つようになると、ジャン・ピエール・プレヴォストの1971年の映画『Jupiter』にマルシアーレ・ジローディという名前で登場し、シュローダーの1972年の映画『ラ・ヴァレ』でモニーク・ジローディとしてその役割を果たした。レイナルが自身の役で出演するマルシャル・レイスの1972年の映画『Le grand départ』において、モニーク・ジローディは完全なエンド・クレジットを取得している。

### ゴング

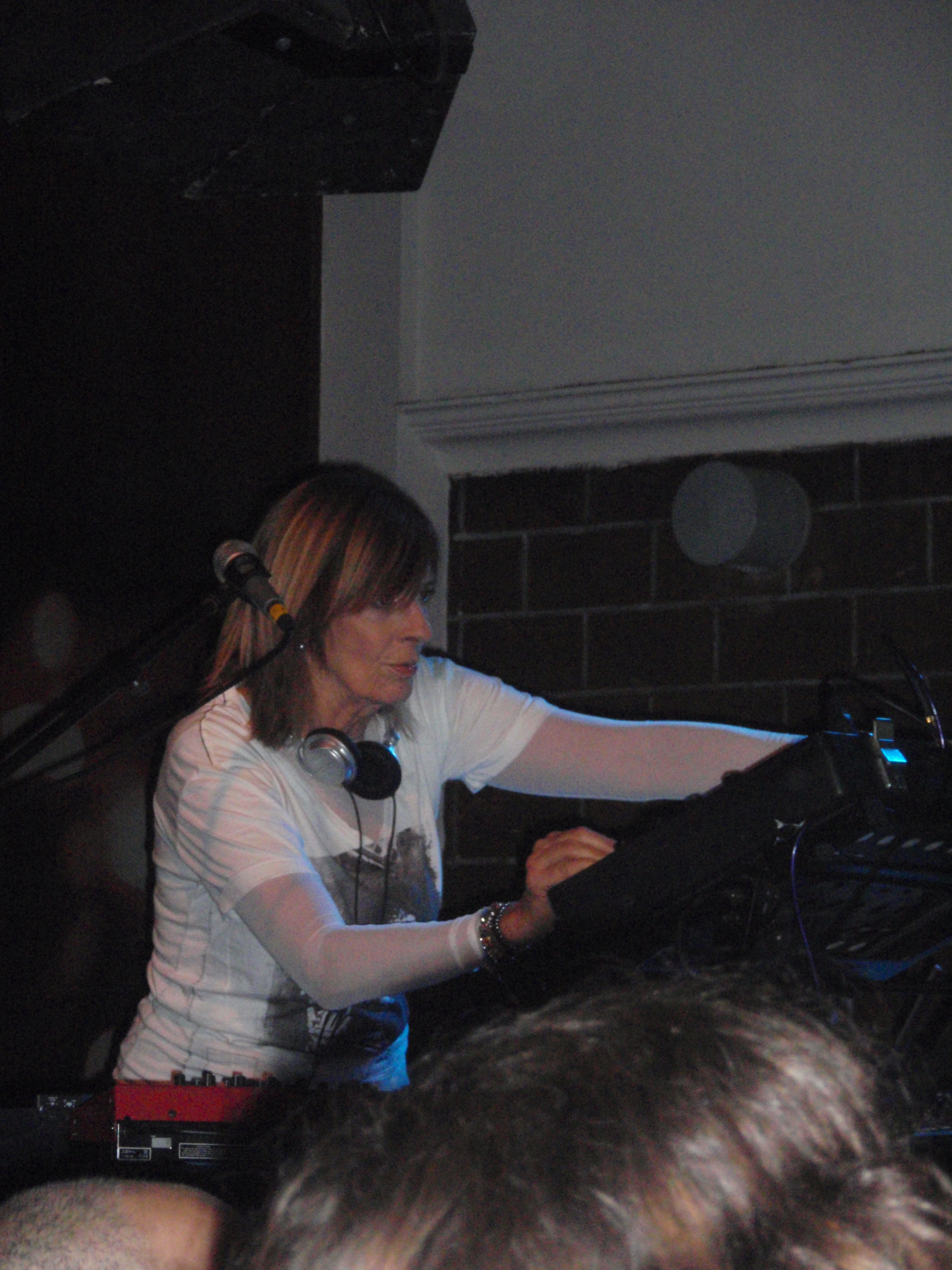
2009年にテルアビブでゴングと演奏するジローディ

当時、スティーヴ・ヒレッジのガールフレンドであったジローディは、1974年3月にゴングにボーカリストとして彼とともに加わり、前年にジリ・スマイスと交代していたダイアン・スチュワート＝ボンドに代わって加入した。スマイスは1974年の一時期にゴングへ戻り、ジローディは7月にバンドに戻ってきた。ヒレッジとジローディは1975年の終わりに一緒にバンドを脱退した。
ジローディは、1974年のアルバム『ユー』に「バンバローニ・ヨニ (Bambaloni Yoni)」（Wee voices and Chourousings <原文ママ>）として登場し、また、スタジオ・アルバム『砂の迷宮 - シャマール』（1975年）の1曲と『LIVE ETC. (ライヴ)』（1977年）の4曲に登場する。さらに、アーカイブ・リリースである『ライヴ・イン・シャーウッド・フォレスト』（2005年）にも参加している。
ジローディはスティーヴ・ヒレッジと共に、2006年以降のさまざまなショーのためにゴングの再結成に参加し、同ラインナップが2009年にニュー・アルバム『2032』をリリースした。

### ヒレッジのソロ・アルバム
ジローディはヒレッジのすべてのソロ・アルバムに登場する。彼女はパーカッションを演奏し、最初の2枚である『フィッシュ・ライジング』（1975年）と『L』（1976年）で歌ったが、1977年の『モチヴェイション・ラジオ』において、キーボードで演奏したり共同で曲を書くようになり、その後のいくつかのアルバムにつながる、より重要な役割を果たし始めた。
ヒレッジの名前でリリースされてはいるが、初期のアンビエント・アルバムである『レインボウ・ドーム・ミュージック』（1979年）は、ジローディによって書かれ主に演奏されたサイドAと、ヒレッジによって書かれ主に演奏されたサイドBという2つの面によって構成されていた。

### システム7
最近では、ヒレッジとジローディがシステム7を結成し、多くのコラボレーターとともに仕事した。